# Vic Dickenson
Victor Dickenson (Xenia, 6 augustus 1906 - New York, 16 november 1984) was een Amerikaanse jazzmuzikant (zang, trombone) van de mainstream jazz en oldtime jazz.

## Carrière
Dickenson was een vooraanstaand trombonist, speelde ook dixieland, kon zich aanpassen aan de diverse stijlvormen en trad ook in de voorgrond als begeleider van zangers. Als jeugdige speelde hij in een plaatselijke band, nadat zijn oudere broer hem een trombone gaf. In 1922 verhuisde zijn familie naar Columbus, waar hij als trombonist en zanger meewerkte in plaatselijke bands, totdat hij in 1929 lid werd van de Territory Band van Speed Webb. Zijn eerste opnamen maakte hij als zanger bij Luis Russell (Honey that Reminds Me, 1930).
Hij speelde van 1933 tot 1936 met Blanche Calloway, van 1936 tot 1939 bij Claude Hopkins, van 1939 tot 1940 bij Benny Carter als solist, daarna tot 1941 in het Count Basie Orchestra. Tijdens de jaren 1940 speelde hij ook met Sidney Bechet en Eddie Heywood (van 1943 tot 1945), met wie hij samen in 1944 Billie Holiday begeleidde (The Complete Commodore Recordings). In 1945/1946 werkte hij met Lester Young (The Complete Aladdin Recordings of Lester Young). Met eigen bands had hij verbintenissen in het New Yorkse Cafe Society, verder speelde hij daar met Bobby Hackett, Wild Bill Davison en Eddie Condon. In 1953 en 1954 had hij een septet met Ruby Braff, Sir Charles Thompson, Jo Jones, Walter Page en Edmond Hall. Tijdens de jaren 1960 had hij tussen 1963 en 1968 de eigen band Saints and Sinners met Red Richards, speelde hij met de George Wein All Stars, met Bobby Hackett (met wie hij van 1968 tot 1970 een kwintet leidde) en Wild Bill Davison (1961/62) als veelvuldige gast op festivals. Hij ging met Eddie Condon tijdens de jaren 1960 op tournees in Azië en Australië (1964). Hij trad ook regelmatig op in diens club. In 1965 was hij als solist op een Europese tournee. Tijdens de jaren 1970 speelde hij in The World's Greatest Jazz Band.

## Overlijden
Vic Dickenson overleed in november 1984 op 78-jarige leeftijd.

## Discografie
- ????: Breaks, Blues and Boogie (Topaz, 1941–46) met James P. Johnson, Wilbur De Paris, Ben Webster, Coleman Hawkins
- 1954: Vic Dickenson Septet (Vanguard)
- 1970: The Saints & Sinners In Europe (MPS) met Rudy Powell, Red Richards, George Reed, Herman Autrey
- 1975: Gentleman Of The Trombone (Storyville) met Johnny Guarnieri, Bill Pemberton, Oliver Jackson
- 1976: Ding Dong (Storyville) met Buddy Tate

### Compilatie
- The Complete Edmond Hall, James P. Johnson, Sidney De Paris & Vic Dickenson Blue Note Records Sessions (Mosaic - 1985?) 6 LP's met Bill Doggett, John Collins, Jo Jones - verdere details van deze compilatie bij Edmond Hall, James P. Johnson en Sidney De Paris

- Bibsys: 3000764
- Biblioteca Nacional de España: XX1574788
- Bibliothèque nationale de France: cb138932661 (data)
- Gemeinsame Normdatei: 122350928
- International Standard Name Identifier: 0000 0000 2337 1155
- Library of Congress Control Number: n81132026
- MusicBrainz: eefc8419-fbc5-4a07-9551-f2b2403673b2
- Nationale Bibliotheek van Israël: 987008914558805171
- Nationale Bibliotheek van Polen: a0000003508725
- Nederlandse Thesaurus van Auteursnamen: 097176133
- Réseau des bibliothèques de Suisse occidentale: 02-A003178818
- SNAC: w6qc0q35
- Système universitaire de documentation: 156479273
- Virtual International Authority File: 56795856
- WorldCat: E39PBJw8V6fcD97CX86yrTDDv3